# Leichtathletik-Europameisterschaften 1990/800 m der Männer

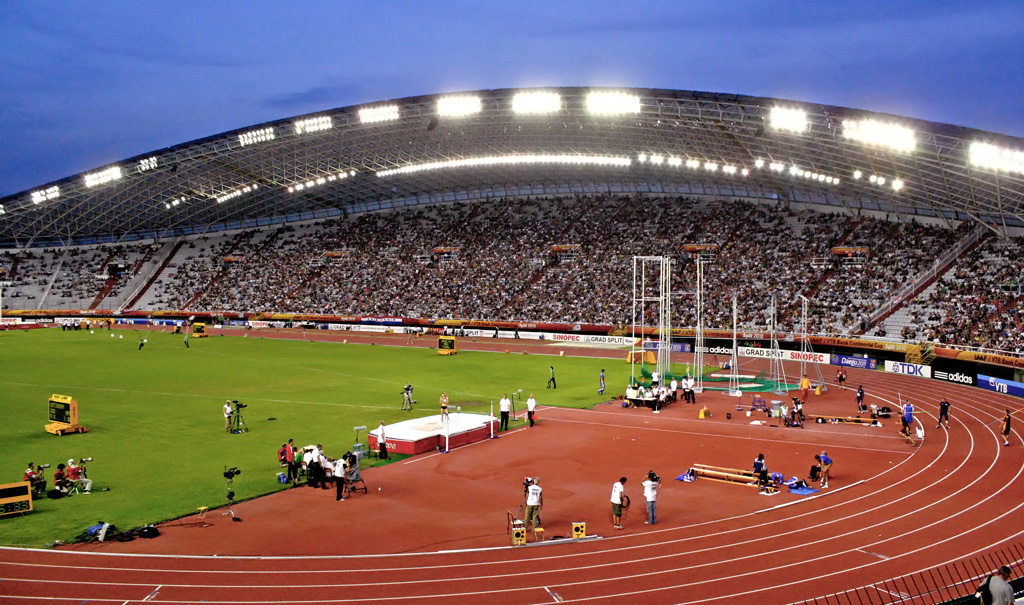
Das Stadion Poljud von Split im Jahr 2010

Der 800-Meter-Lauf der Männer bei den Leichtathletik-Europameisterschaften 1990 wurde vom 27. bis 29. August 1990 im Stadion Poljud in Split ausgetragen.
Die britischen Läufer verzeichneten in diesem Wettbewerb einen Doppelsieg. Es gewann der Vizeeuropameister von 1986 Tom McKean. Den zweiten Rang belegte David Sharpe. Bronze ging an den Polen Piotr Piekarski.

## Bestehende Rekorde
| Weltrekord           | 1:41,73 min | Sebastian Coe | Florenz, Italien          | 20. Juni 1981   |
| Europarekord         | 1:41,73 min | Sebastian Coe | Florenz, Italien          | 20. Juni 1981   |
| Meisterschaftsrekord | 1:43,84 min | Olaf Beyer    | EM Prag, Tschechoslowakei | 31. August 1978 |

Der seit 1978 bestehende EM-Rekord wurde auch bei diesen Europameisterschaften nicht erreicht. Die schnellste Zeit erzielte der britische Europameister Tom McKean im Finale mit 1:44,76 min, womit er 92 Hundertstelsekunden über dem Rekord blieb. Zum Welt- und Europarekord fehlten ihm 3,03 Sekunden.

## Vorrunde
27. August 1990
Die Vorrunde wurde in drei Läufen durchgeführt. Die ersten vier Athleten pro Lauf – hellblau unterlegt – sowie die darüber hinaus vier zeitschnellsten Läufer – hellgrün unterlegt – qualifizierten sich für das Halbfinale.

### Vorlauf 1
| Platz | Name              | Nation         | Zeit (min) |
| ----- | ----------------- | -------------- | ---------- |
| 1     | Andrei Sudnik     | Sowjetunion    | 1:49,71    |
| 2     | Tom McKean        | Großbritannien | 1:49,87    |
| 3     | Giuseppe D’Urso   | Italien        | 1:49,91    |
| 4     | Frédéric Selle    | Frankreich     | 1:49,94    |
| 5     | Ryszard Ostrowski | Polen          | 1:50,05    |
| 6     | Ari Suhonen       | Finnland       | 1:50,25    |
| 7     | Markus Trinkler   | Schweiz        | 1:50,35    |

### Vorlauf 2
| Platz | Name              | Nation         | Zeit (min) |
| ----- | ----------------- | -------------- | ---------- |
| 1     | Tonino Viali      | Italien        | 1:46,94    |
| 2     | Slobodan Miolović | Jugoslawien    | 1:47,14    |
| 3     | Matthew Yates     | Großbritannien | 1:47,43    |
| 4     | Atle Douglas      | Norwegen       | 1:47,52    |
| 5     | Tomás de Teresa   | Spanien        | 1:47,83    |
| 6     | Miroslaw Chochkow | Bulgarien      | 1:50,68    |

### Vorlauf 3
| Platz | Name                 | Nation         | Zeit (min) |
| ----- | -------------------- | -------------- | ---------- |
| 1     | Piotr Piekarski      | Polen          | 1:48,08    |
| 2     | David Sharpe         | Großbritannien | 1:48,30    |
| 3     | Robin van Helden     | Niederlande    | 1:48,40    |
| 4     | Luis Javier González | Spanien        | 1:48,42    |
| 5     | Slobodan Popović     | Jugoslawien    | 1:48,43    |
| 6     | Alberto Barsotti     | Italien        | 1:49,22    |

## Halbfinale
28. August 1990
In den beiden Halbfinalläufen qualifizierten sich die jeweils ersten drei Athleten – hellblau unterlegt – sowie die darüber hinaus beiden zeitschnellsten Läufer – hellgrün unterlegt – für das Finale.

### Lauf 1

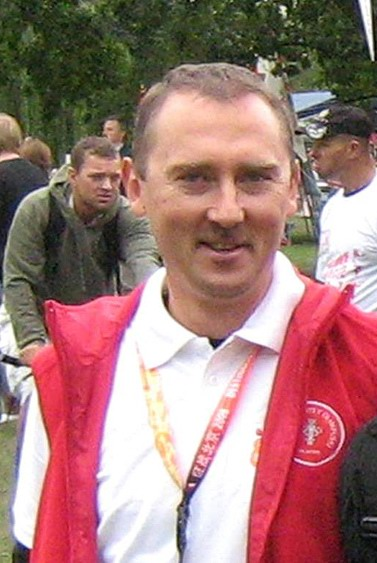
Als Siebter seines Halbfinals erreichte Ryszard Ostrowski (hier im Jahr 2007) nicht das Finale

| Platz | Name                 | Nation         | Zeit (min) |
| ----- | -------------------- | -------------- | ---------- |
| 1     | Tonino Viali         | Italien        | 1:45,64    |
| 2     | Slobodan Popović     | Jugoslawien    | 1:45,79    |
| 3     | David Sharpe         | Großbritannien | 1:45,82    |
| 4     | Andrei Sudnik        | Sowjetunion    | 1:45,89    |
| 5     | Matthew Yates        | Großbritannien | 1:46,61    |
| 6     | Atle Douglas         | Norwegen       | 1:47,04    |
| 7     | Ryszard Ostrowski    | Polen          | 1:48,22    |
| 8     | Luis Javier González | Spanien        | 1:50,79    |

### Lauf 2
| Platz | Name              | Nation         | Zeit (min) |
| ----- | ----------------- | -------------- | ---------- |
| 1     | Piotr Piekarski   | Polen          | 1:47,45    |
| 2     | Tom McKean        | Großbritannien | 1:47,49    |
| 3     | Giuseppe D’Urso   | Italien        | 1:47,77    |
| 4     | Slobodan Miolović | Jugoslawien    | 1:47,94    |
| 5     | Alberto Barsotti  | Italien        | 1:48,13    |
| 6     | Robin van Helden  | Niederlande    | 1:48,26    |
| 7     | Tomás de Teresa   | Spanien        | 1:48,73    |
| 8     | Frédéric Selle    | Frankreich     | 1:49,98    |

## Finale
29. August 1990
| Platz | Name             | Nation         | Zeit (min) |
| ----- | ---------------- | -------------- | ---------- |
| 1     | Tom McKean       | Großbritannien | 1:44,76    |
| 2     | David Sharpe     | Großbritannien | 1:45,59    |
| 3     | Piotr Piekarski  | Polen          | 1:45,76    |
| 4     | Andrei Sudnik    | Sowjetunion    | 1:45,81    |
| 5     | Slobodan Popović | Jugoslawien    | 1:45,90    |
| 6     | Tonino Viali     | Italien        | 1:46,04    |
| 7     | Giuseppe D’Urso  | Italien        | 1:47,29    |
| 8     | Matthew Yates    | Großbritannien | 1:48,42    |

## Videolinks
- 1990 European Athletics Championships Men's 800m final, www.youtube.com, abgerufen am 21. Dezember 2022
- Men's Distance Events European Athletics Championships Split 09-1990, www.youtube.com, abgerufen am 21. Dezember 2022